# Ozero Kortseja
Ozero Kortseja (ryska: Озеро Корцея) är en sjö i Belarus.   Den ligger i voblasten Vitsebsks voblast, i den norra delen av landet, 160 km norr om huvudstaden Minsk. Ozero Kortseja ligger 123 meter över havet. Arean är 0,43 kvadratkilometer. Den sträcker sig 1,1 kilometer i nord-sydlig riktning, och 0,7 kilometer i öst-västlig riktning.
Trakten runt Ozero Kortseja består till största delen av jordbruksmark. Runt Ozero Kortseja är det glesbefolkat, med 19 invånare per kvadratkilometer.